# 中湖駅
中湖駅（チュンホえき）は朝鮮民主主義人民共和国咸鏡南道新浦市にかつて存在した朝鮮民主主義人民共和国鉄道省平羅線の駅である。

## 歴史
- 1945年2月1日：開業[1]。
- 日時不明：廃止。